# Antarchaea uncifera
Antarchaea uncifera là một loài bướm đêm trong họ Noctuidae.